# Limnichus picinus
Limnichus picinus är en skalbaggsart som beskrevs av Thomas Broun 1881. Limnichus picinus ingår i släktet Limnichus och familjen lerstrandbaggar. Inga underarter finns listade i Catalogue of Life.